# Catoira
Catoira – gmina w Hiszpanii, w prowincji Pontevedra, w Galicji, o powierzchni 29,44 km². W 2011 roku gmina liczyła 3484 mieszkańców.

## Współpraca
- Frederikssund, Dania